# Campeonato Mundial de Xadrez de 2006
O Campeonato Mundial de Xadrez de 2006 foi um match entre o campeão mundial da FIDE Veselin Topalov e o campeão da PCA Vladimir Kramnik para reunificação do título mundial. O match, que foi vencido por Kramnik por 1 ponto de diferença, foi realizado entre 23 de setembro e 13 de outubro na cidade russa de Elista.
O match foi jogado em uma melhor de 12 partidas. Em caso de empate, como ocorreu, se jogaria um mini-match de 4 partidas rápidas (25 minutos para cada jogador, com incremento de 10 segundos a cada jogada).
| Jogador          | 1 | 2 | 3 | 4 | 5 | 6 | 7 | 8 | 9 | 10 | 11 | 12 |  | 1 | 2 | 3 | 4 | Total |
| ---------------- | - | - | - | - | - | - | - | - | - | -- | -- | -- |  | - | - | - | - | ----- |
| Vladimir Kramnik | 1 | 1 | ½ | ½ | - | ½ | ½ | 0 | 0 | 1  | ½  | ½  |  | ½ | 1 | 0 | 1 | 8½    |
| Veselin Topalov  | 0 | 0 | ½ | ½ | 1 | ½ | ½ | 1 | 1 | 0  | ½  | ½  |  | ½ | 0 | 1 | 0 | 7½    |